# Dendrobium dactyliferum
Dendrobium dactyliferum är en orkidéart som beskrevs av Heinrich Gustav Reichenbach. Dendrobium dactyliferum ingår i släktet Dendrobium, och familjen orkidéer. Inga underarter finns listade i Catalogue of Life.